# Phlebiopsis castanea
Phlebiopsis castanea är en svampart som först beskrevs av Lloyd, och fick sitt nu gällande namn av Hjortstam 1993. Phlebiopsis castanea ingår i släktet Phlebiopsis och familjen Phanerochaetaceae.   Inga underarter finns listade i Catalogue of Life.